# Hedtjärnen (Grangärde socken, Dalarna, 668024-144616)
Hedtjärnen är en sjö i Ludvika kommun i Dalarna och ingår i Norrströms huvudavrinningsområde. Sjön har en area på 0,169 kvadratkilometer och ligger 212 meter över havet.

## Delavrinningsområde
Hedtjärnen ingår i det delavrinningsområde (667930-144627) som SMHI kallar för Mynnar i Övre Noren. Medelhöjden är 256 meter över havet och ytan är 6,43 kvadratkilometer. Det finns ett avrinningsområde uppströms, och räknas det in blir den ackumulerade arean 16,37 kvadratkilometer. Pellabäck som avvattnar avrinningsområdet har biflödesordning 4, vilket innebär att vattnet flödar genom totalt 4 vattendrag innan det når havet efter 286 kilometer. Avrinningsområdet består mestadels av skog (76 procent). Avrinningsområdet har 0,28 kvadratkilometer vattenytor vilket ger det en sjöprocent på 4,4 procent.